# Senohrad
Senohrad (in ungherese Szénavár) è un comune della Slovacchia facente parte del distretto di Krupina, nella regione di Banská Bystrica.